# Račice-Pístovice
Račice-Pístovice è un comune della Repubblica Ceca facente parte del distretto di Vyškov, in Moravia Meridionale.

## Monumenti e luoghi d'interesse
- Castello di Račice